# Mathieu Peybernes
Mathieu Peybernes (Tolosa, 21 ottobre 1990) è un calciatore francese, difensore del Sochaux.

## Carriera

### Club
L'11 gennaio 2017 viene ufficializzato il suo trasferimento al Football Club Lorient per 2 milioni di €.

### Nazionale
Ha giocato nelle nazionali giovanili francesi Under-18, Under-19 ed Under-21.